# Арно I Луп

Виконтство Дакс на карте Гаскони

Арно I Луп (фр. Arnaud I Loup; умер после ноября 1028) — первый виконт Дакса.
Впервые упоминается в документах, датированных 3 апреля 1009 года (Arnaldi Lupi de Aquis) и 11 июля 1011 года (Arnaldo Lupo Vicecomite).
Согласно Жоргену, Арно — второй сын виконта Олорона Анера II Лупа. Хотя эта версия основана только на ономастике, но весьма вероятна.
В хартии от ноября 1028 года упоминается Arnaldo Lupi без указания титула (возможно, это другой человек).
Имя и происхождение жены не известны. Дети:
- Арно II Фортис (ум. после 1050) — виконт Дакса
- Гарсия Арно (ум. 1065) — виконт Дакса с 1058/1059 года. Захватил власть, отстранив племянников.